# 以色列科學與人文學院

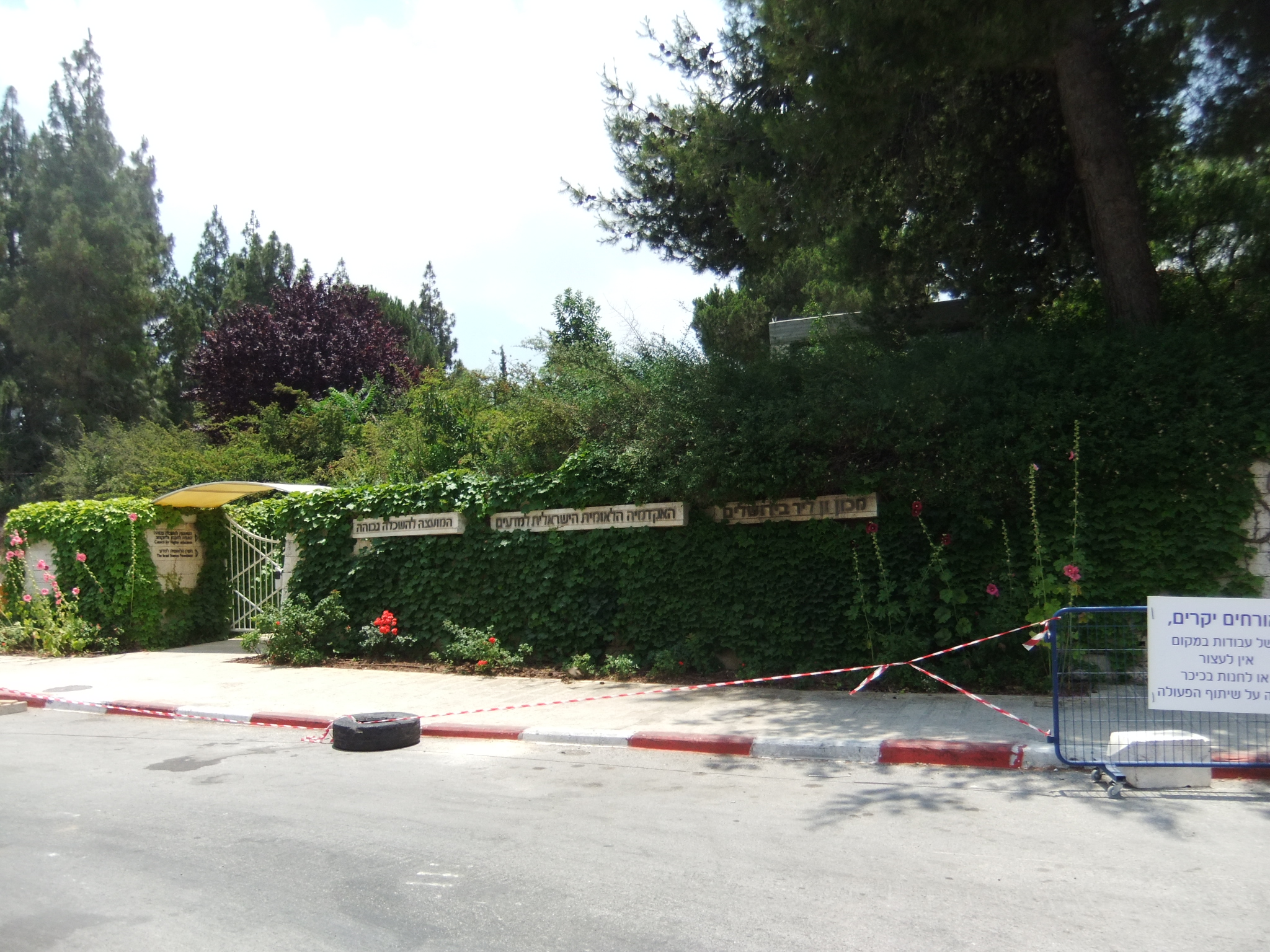
入口

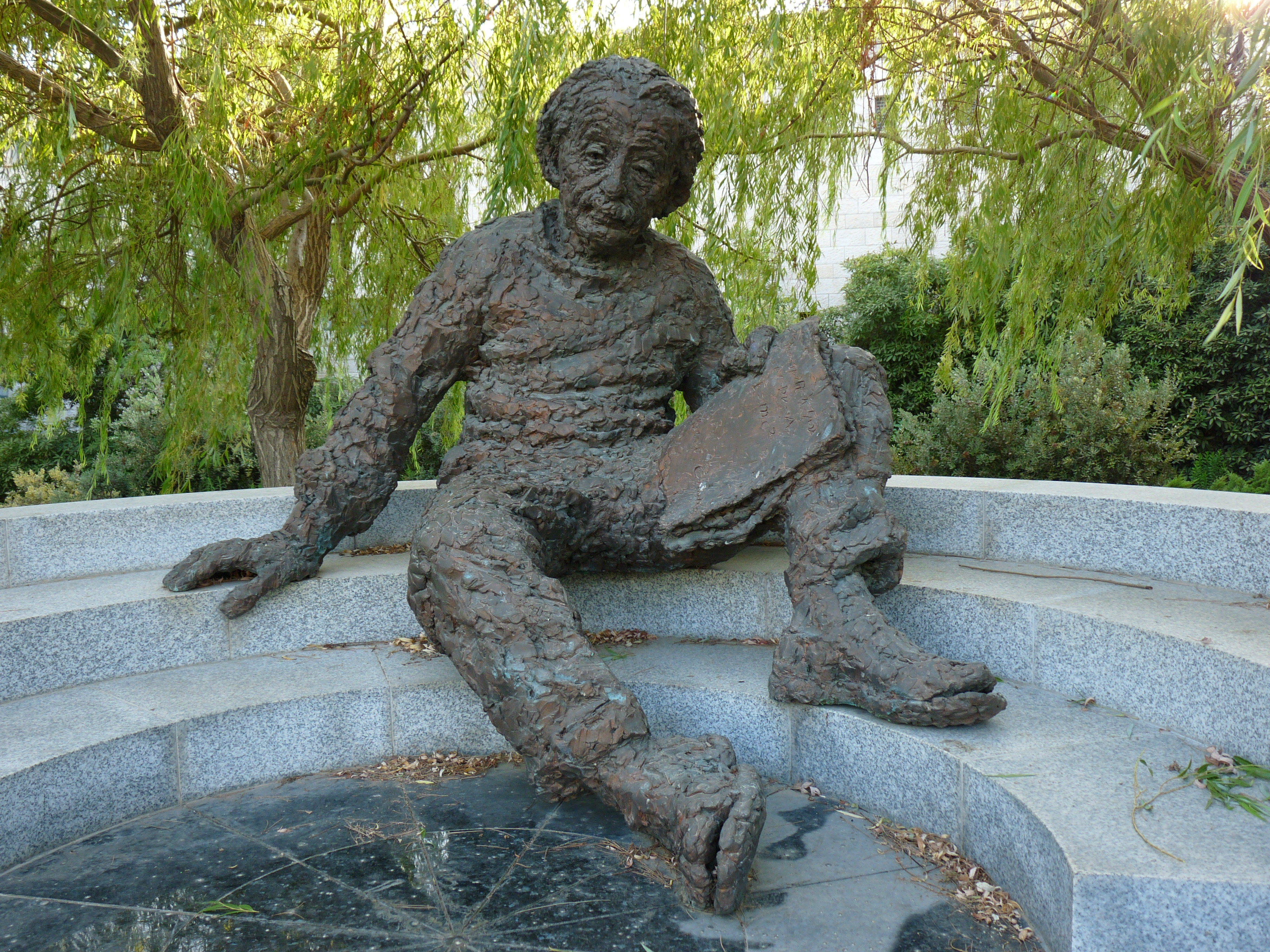
爱因斯坦 雕像

以色列科學與人文科學院(英語：Israel Academy of Sciences and Humanities)位於耶路撒冷。

## 历史
由以色列政府於1961年創立，一方面促進以色列的科學界及人文學界學者之間的聯繫，另一方面也在國家重要的研究項目上向政府提供意見，並且推動在學術上取得成就。該院有約100個以色列的最傑出學者。
在科學方面，學院資助關於以色列的地質學、動植物的研究項目，也協助國內科學家參與國際性項目。
在人文方面，學院資助關於塔納赫和塔木德、猶太人歷史、猶太哲學、猶太藝術及希伯來語等方面的研究。

## 外部連結
- 以色列科學與人文科學院（页面存档备份，存于）